# Upplevelsemuseet
Upplevelsemuseet är ett museum i Stockholm. Det ligger i Johanneshov, mittemot Tele2 Arena. Museet drivs i privat regi och öppnade i juli 2021. Museet har ungefär 25 000 besökare per år (2023).
Museet karaktäriseras av en hög grad av interaktivitet, där besökaren får smaka, lukta och prova på olika upplevelser. Upplevelsemuseet har som mål att väcka människors nyfikenhet inför allt spännande som finns i världen och samlingen består därför av kulturföremål, såväl som ny teknik, föremål från djurriket och även föremål av historisk vikt.